# Eshatologija (knjiga)
Eshatologija: Smrt i vječni život (nje. Eschatologie, Tod und ewiges Leben), knjiga iz 1977. pape Benedikta XVI., jednog od najvećih teologa. Smatra se njegovim najznačajnijim znanstvenim radom koji je i on sam opisao kao svoje "najbolje razrađeno djelo". Prvi put je ova knjiga na temu eshatologije objavljena 1977. godine, ova je knjiga doživjela niz izdanja i prijevoda, a do dana današnjega ostaje priznata kao vodeća literatura ne samo za proučavanje "posljednjih stvari" nego i same biti kršćanstva i smisla kršćanskoga vjerovanja. Nepolemički, ali vrlo smiono, strogo znanstveno, ali duboko ukorijenjeno u objavi i tradiciji, papa Benedikt ulazi u raspravu sa svim relevantnim filozofskim i teološkim autorima te, vođen isključivo ljubavlju i čežnjom za istinom, razlaže teologiju smrti, pojašnjava besmrtnost duše i uskrsnuće mrtvih kao i Kristov ponovni dolazak, tumači pakao, čistilište i raj spajajući ih s teologijom nade i vjere u budućnost. Iako od golema teološkoga značenja, ova je knjiga puno više od akademskoga razmatranja. Ona je odraz Kristova nauka u današnjici u odnosu na ključna ljudska pitanja života. Na hrvatski ju je s njemačkog preveo Ivan Ivanda.